# Sina Zamehran
Sina Zamehran (en persa: سینا زامهران‎; Mashhad, 10 de marzo de 1997) es un futbolista iraní que juega en la demarcación de centrocampista para el Darya Caspian de la Liga 2.

## Biografía
Tras formarse como futbolista en las filas inferiores del Padideh FC, finalmente debutó como futbolista profesional el 10 de septiembre de 2016 en un encuentro de la Iran Pro League contra el Esteghlal Khuzestan FC que finalizó con un resultado de empate a cero.

## Clubes
| Club                     | País | Año       | Partidos | Goles |
| ------------------------ | ---- | --------- | -------- | ----- |
| Padideh FC               | Irán | 2016-2019 | 41       | 2     |
| Shahr Khodro FC          | Irán | 2019      | 7        | 0     |
| Foolad FC                | Irán | 2019-2020 | 4        | 0     |
| Sanat Naft Abadan FC     | Irán | 2021      | 3        | 0     |
| Saipa FC                 | Irán | 2022-2023 |          |       |
| Naft va Gaz Gachsaran FC | Irán | 2023      |          |       |
| Darya Caspian            | Irán | 2023-     | 8        | 0     |